# Roberto Rojas Tardío
Roberto Rojas, někdy uváděný i celým jménem Roberto Rojas Tardío (26. října 1955 – 27. září 1991 Chorrillos), byl peruánský fotbalista, obránce. Zemřel 27. září 1991 ve věku pouhých 35 let během autonehody.

## Fotbalová kariéra
V peruánské lize hrál za Alianza Lima, Club Sporting Cristal a Deportivo Municipal Lima. V letech roce 1975, 1977 a 1978 získal s týmem Alianza Lima mistrovský titul. V jihoamerickém Poháru osvoboditelů nastoupil v 18 utkáních. Za reprezentaci Peru nastoupil v letech 1978–1983 ve 23 utkáních. Byl členem peruánské reprezentace na Mistrovství světa ve fotbale 1978, nastoupil v utkání proti Argentině.